# Кристиан I (Анхалт-Бернбург)
Кристиан I фон Анхалт-Бернбург (на немски: Christian I von Anhalt-Bernburg, * 11 май 1568 в Бернбург на Зале, † 17 април 1630 в Бернбург) от династията Аскани е княз на Анхалт-Бернбург (1606-1630) и от 1595 г. щатхалтер на Горен Пфалц.
Той е вторият син на княз Йоахим Ернст от Анхалт (1536–1586) и първата му съпруга графиня Агнес (1540–1569), дъщеря на Волфганг фон Барби.
Той учи от 1570 г. латински, италиански и френски. Още като дете той присъства на дипломатически мисии (включително в Константинопол). Става дипломат от световно ниво.
След смъртта на баща му през 1586 г., той е под опекунството на по-големия си брат, Йохан Георг I, до 1606 г. След общото им управление с полубратята им Август, Рудолф и Лудвиг I, през 1606 г. те си поделят територията. Кристиан получава Анхалт-Бернбург.
В началото на 1586 г. Кристиан I отива в Дрезден и остава там при близкия си приятел, саксонския курфюрст Кристиан I.
През 1595 г., като управител на Горен Пфалц, той служи на курфюрст Фридрих V от Пфалц и резидира в Амберг. На 2 юли 1595 г. се жени за по-малката с единадесет години графиня Анна фон Бентхайм-Текленбург († 1624).
На 37 години той става официално калвинист и през 1608 г. основава Протестантския унион под ръководството на Фридрих V от Пфалц, един антикатолически и антиимператорски съюз. Той участва в издигането на Фридрих V от Пфалц за крал на Бохемия.
През 1619 г. княз Кристиан I е приет от своя полубрат княз Лудвиг I от Анхалт-Кьотен в литературното „Плодоносно общество“ („Fruchtbringende Gesellschaft“).
Кристиан I е командир на бохемската войска в битката при Бела гора (на 8 ноември 1620 г.) и е победен от войската на католическата лига. Кристиан е осъден и бяга в изгнание в Швеция и след това в датския Фленсбург. Унионът се разпуска през 1621 г. Княз Лудвиг изпраща Дидерих фон Вердер при императора във Виена, който успява да прекрати присъдата на 19 юли 1624 г. и на Кристиан I се разрешава да се върне в дворец Бернбург.
Княз Кристиан I умира на 17 април 1630 г. на 62 години. Погребан е в построената от него фамилна гробница в дворцовата църква „Св. Егидиен“ в Бернбург. Синът му Кристиан II го последва в управлението на Анхалт-Бернбург.
Неговият „Diarium“ или дневник не се е запазил.

## Фамилия
Кристиан I се жени на 2 юли 1595 г. за Анна (4 януари 1579 – 9 декември 1624), дъщеря на Арнолд III, граф на Бентхайм, Щайнфурт и Текленбург. От петте му синове и единадесетте дъщери оживяват само трима сина и шест дъщери:
- Фридрих Кристиан (*/† 1596)
- Амалия Юлиана (1597–1605)
- Кристиан II (1599–1656), княз на Анхалт-Бернбург
- Елеонора Мария (1600–1657)

∞ 1626 херцог Йохан Албрехт II от Мекленбург (1590–1636)
- дъщеря (*/† 1601)
- Сибила Елизабет (1602–1648)
- Анна Магдалена (1603–1611)
- Анна София (1604–1640)
- Луиза Амалия (1606–1635)
- Ернст (1608–1632)
- Амоена Юлиана (1609–1628)
- Агнес Магдалена (1612–1629)
- Фридрих (1613–1670), княз на Анхалт-Харцгероде
- София Маргарета (1615–1673)

∞ 1651 княз Йохан Казимир от Анхалт-Десау (1596–1660)
- Доротея Матилда (1617–1656)
- Фридрих Лудвиг (1619–1621)